# سكيلفتيا
سكيلفتيا هي مدينة ومقر بلدية سكيلفتيا في مقاطعة فاستربوتن في السويد، مع 32775 نسمة في عام 2010 بلغ عدد سكان البلدية حوالي 72000 نسمة في نهاية عام 2013.
المدينة تاريخيا مدينة صناعية مع التعدين كونها صناعة كبيرة، وخاصة بالنسبة للذهب - ومن هنا جاء لقب «مدينة الذهب». سياسياً هي معقل الاشتراكي الديمقراطي . المدينة هي مدينة معروفة لهوكي الجليد، حيث يلعب فريقها الرئيسي سكيلفتيا AlKفي دوري الدرجة الأولى السويدي: SHL ، والذي فازوا به في عدة مناسبات.
تأسست المدينة في عام 1845 ونمت إلى حجم سكانها الحالي في الغالب في الخمسينيات والستينيات من القرن الماضي، ونمت ببطء منذ ذلك الحين. إنها ثاني أكبر مدينة في فاست بارتن بعد أوميو وتقع تقريبًا في منتصف الطريق بينها و لوليو . يمر نهر سكيلفتيا عبر المدينة ويقع على بعد حوالي 15 كيلومتر (9.3 ميل) من خليج بوثنيان المفتوح. يتم تقديم سكيلفتيا من قبل مطار سكيلفتيا، والمختصر باسم SKF المعروف محليًا باسم فالمارك بسبب القرية المجاورة، أيضًا على بعد حوالي 15 كيلومتر (9.3 ميل) من وسط المدينة إلى الجنوب.

## التاريخ
تم تسجيل اسم سكيلفتيا ليتم تهجئته على أنه سكيلفت في عام 1327.  في كارتا مارينا، تمت تهجئة الاسم سكيليتا . لا يزال أصل الاسم غير معروف، لكن يُفترض أنه من أصل سامي.
منذ القرن الرابع عشر فصاعدًا، جرت محاولات لتنصير سكيلفتيا. تم تشكيل رعية وبناء كنيسة. ومع ذلك، - بالنسبة للجزء الأكبر - لم يتم تنصير كامل أراضي نورلاند السويدية الشمالية الكبيرة إلا بعد عدة مئات من السنين بعد بقية السويد، وظلت العديد من المناطق الشمالية مثل سكيلفتيا غير مستكشفة بعد العصور الوسطى.
لم يبدأ شعب سامي الأصلي في شمال السويد بالتحول إلى المسيحية قبل نهاية القرن السابع عشر، ويرجع ذلك إلى حد كبير إلى الجهود التي بذلها المشرف السويدي الشمالي ماتياس ستوتشيوس، الذي عمل بجد لتحقيق ذلك. قُتل عدد من الكهنة الصاميين لهذا السبب.
في النهاية، كان سبب الاهتمام المفاجئ تجاه سكيلا تفن والمناطق المحيطة بها هو مناطق صيد سمك السلمون الشمالية الكبرى. نشأ الطلب المتزايد على الأسماك من خلال تطبيق أكثر صرامة للصيام السنوي لمدة شهر من قبل الكنيسة الكاثوليكية، حيث تم استبدال اللحوم بالأسماك.[بحاجة لمصدر]
مدينة سكيلفتيا الفعلية هي واحدة من أصغر مدن نورلاند. تأسست عام 1845 من قبل القس نيلس نوردلاندر.

## اليوم
في القرن العشرين، تطورت سكيلفتيا إلى مدينة صناعية وتعدينية وتم هدم العديد من المنازل الخشبية لإفساح المجال للمباني المبنية من الطوب.[بحاجة لمصدر] تحاول سكيلفتيا الآن أن تصبح مدينة رائدة في مجال التعليم من خلال بناء مدرسة فلوراسكولان، وهي مدرسة تركز في الغالب على التعلم الريادي.
سيصبح موطنًا لمصنع ضخم للبطاريات تم إنشاؤه بواسطة نورثفولت بحلول عام 2023 تقريبًا 
أكبر الشركات من حيث عدد الموظفين في سكيلفتيا هي شركة التعدين بوليدين أب، والتي يعمل بها حوالي 1200 موظفاً. يحتوي خام النحاس في المنجم على جزيئات من الذهب والفضة والبلاتين. لا يزال يشار إلى سكيلفتيا باسم «غولدتاون».[مِن قِبَل مَن؟]

خلال التسعينيات، ازدهرت صناعة الكمبيوتر، وأصبحت الشركات التابعة لإريكسون وتيتو إيناتور أرباب عمل مهمين.

## صناعة
- Boliden AB ، شركة تعدين وصهر كبيرة
- Skellefteå Kraft ، أكبر شركة للطاقة في Skellefteå
- Northvolt AB ، شركة تصنيع خلايا بطارية الليثيوم أيون [6]

## رياضات
- سكيلفتيا AIK ، فريق هوكي الجليد في أعلى الدوري السويدي، دوري الهوكي السويدي (SHL) . أبطال السويد 1978 و 2013 و 2014 .
- مورون بك، نادي كرة قدم يلعب في قسم 2 نورلاند
- سكيلفتيا FF، نادي كرة قدم يلعب في قسم 2 نورلاند
- نادي سونانا لكرة القدم النسائية (كرة القدم)
- كأس سكيلفتيا كرافت غراندماستر للشطرنج 1999 ، واحدة من أقوى بطولات الشطرنج السويدية، فاز بها المعلم الكبير الدوليIGM (الشطرنج )أولف أندرسون . أقيم الحدث في الفترة من 26 مارس - 4 أبريل 1999. بطولة دولية للشطرنج، أقيم نهائي سلسلة كأس العالم لمدة عامين في سكيلفتيا من 12 أغسطس إلى 3 سبتمبر 1989. وكان آخر ستة عشر من كبار الأساتذة المشاركين هم ثلاثة من أبطال العالم السابقين في الشطرنج جاري كاسباروف وأناتولي كاربوف وميخائيل تال .[7] تضمنت الأنشطة التي تم تنظيمها حول نهائي كأس العالم عرضين في سكيلفتيا من الشطرنج (موسيقي) ، مع موسيقى بيني أندرسون وبيورن أولفايوس من مجموعة البوب ABBA .[8]

## مشاهير

### أشخاص

#### الرياضيون
- أندرس أندرسون ، لاعب هوكي الجليد
- جوهان ألم ، لاعب هوكي الجليد
- فيكتور آرفيدسون، لاعب هوكي الجليد لفريق ناشفيل بريداتورز
- جوهان باكلوند، لاعب هوكي الجليد
- إيفي بيرجرين، لاعبة جمباز، بطلة أولمبية وبطلة العالم
- نيكلاس بورستروم، لاعب هوكي الجليد
- روبرت دالغرين، سائق سباقات
- جيمي إريكسون، لاعب هوكي الجليد
- جان إريكسون، لاعب هوكي الجليد
- تيم إريكسون، لاعب هوكي الجليد
- Toini Gustafsson-Rönnlund ، متزلج
- جوناثان هيدستروم، لاعب هوكي الجليد
- آدم لارسون ، لاعب هوكي الجليد
- أوسكار ليندبرج ، لاعب هوكي الجليد لفريق فيجاس جولدن نايتس
- ماتس ليندجرين ، لاعب هوكي الجليد
- يواكيم ليندستروم ، لاعب هوكي الجليد
- حنا ماركلوند، لاعب كرة قدم
- هاردي نيلسون ، لاعب هوكي الجليد ومدرب لاحقًا
- يواكيم نيستروم ، لاعب تنس
- ديفيد روندبلاد، لاعب هوكي الجليد
- باتريك والون، لاعب هوكي الجليد

#### آخر
- بير أولوف إنكويست، كاتب
- جويل فارج جوهانسون، غاسل وعضو في الفرقة المعدنية سكيثلور.
- توري فرينجسمير، مؤرخ
- إنغريد غارسيا جونسون، ممثلة إسبانية سويدية
- بيتر هابر ، ممثل
- أندرياس هدلوند فينترسورج ، موسيقي
- توماس إديرغارد، معلق سياسي
- ستيج لارسون ، كاتب
- ستيج لارسون ، كاتب
- ديفيد ليندجرين ، موسيقي
- آنا نوردلاندر ، رسامة
- فيكتوريا سيلفستيد ، عارضة الأزياء
- هينينج سيوستروم، محامٍ
- مارجوت والستروم ، النائب الأول السابق لرئيس المفوضية الأوروبية والممثل الخاص الحالي المعني بالعنف الجنسي في حالات النزاع مع الأمم المتحدة. وزير خارجية السويد 2014-2019.
- هيلينا هيلميرسون، الرئيس التنفيذي لشركة H&M منذ عام 2020

### الفنانون
- مون سفاري، فرقة روك سيمفونية.
- وندابس، فرقة روك بديلة تشكلت في عام 1988.
- فينترسورج، فرقة معدنية.
- أمبر أوك، فرقة بوب روك.

## مناخ
تتمتع مدينة سكيلفتيا بمناخ شبه قطبي ( Dfc ) وهو قاري حدودي مع صيف معتدل وشتاء بارد ومثلج. المناخ معتدل إلى حد ما من قبل خليج بوثنيا، على الرغم من أن التأثيرات البحرية محدودة، مما يضمن درجات حرارة معتدلة في الصيف لمنطقة ساحلية حتى أقصى الشمال. سجلت البلدية المحيطة أعلى مستوى لها على الإطلاق عند 33.9 °م (93.0 °ف)  خلال موجة الحرارة السويدية لعام 2014 ، والتي كانت شديدة الحرارة نظرًا لخط العرض والقرب من جسم مائي رئيسي. على الرغم من أن متوسط قمم الصيف تقليديًا كان أقل بقليل من 20 °م (68 °ف) كان أكثر دفئًا في العقود الأخيرة.
| البيانات المناخية لـ{{{location}}} | البيانات المناخية لـ{{{location}}} | البيانات المناخية لـ{{{location}}} | البيانات المناخية لـ{{{location}}} | البيانات المناخية لـ{{{location}}} | البيانات المناخية لـ{{{location}}} | البيانات المناخية لـ{{{location}}} | البيانات المناخية لـ{{{location}}} | البيانات المناخية لـ{{{location}}} | البيانات المناخية لـ{{{location}}} | البيانات المناخية لـ{{{location}}} | البيانات المناخية لـ{{{location}}} | البيانات المناخية لـ{{{location}}} | البيانات المناخية لـ{{{location}}} |
| الشهر                              | يناير                              | فبراير                             | مارس                               | أبريل                              | مايو                               | يونيو                              | يوليو                              | أغسطس                              | سبتمبر                             | أكتوبر                             | نوفمبر                             | ديسمبر                             | المعدل السنوي                      |
| ---------------------------------- | ---------------------------------- | ---------------------------------- | ---------------------------------- | ---------------------------------- | ---------------------------------- | ---------------------------------- | ---------------------------------- | ---------------------------------- | ---------------------------------- | ---------------------------------- | ---------------------------------- | ---------------------------------- | ---------------------------------- |
| [بحاجة لمصدر]                      |                                    |                                    |                                    |                                    |                                    |                                    |                                    |                                    |                                    |                                    |                                    |                                    |                                    |

## روابط خارجية
- Skellefteå - الموقع الرسمي
- سائح في Skellefteå - معلومات سياحية باللغات السويدية والإنجليزية والألمانية